# Epamera leonis
Epamera leonis är en fjärilsart som beskrevs av Riley 1928. Epamera leonis ingår i släktet Epamera och familjen juvelvingar. Inga underarter finns listade i Catalogue of Life.